# Керва
Керва — бывший посёлок городского типа, ныне микрорайон города Шатура Московской области, Россия.
Возник как село Керва-Грива. Начал развиваться как посёлок торфодобытчиков при Петровско-Кобелевском торфопредприятии, снабжавшем топливом Шатурскую ГРЭС. Был связан с Шатурой узкоколейной железной дорогой. В 1938 году получил статус посёлка городского типа и название Керва. После перевода ГРЭС на другие виды топлива добыча торфа в Керве сильно сократилась и посёлок пришёл в упадок. В 2004 году, наряду с деревней Ботино, включён в черту города Шатуры. 
Население Кервы:
| 1938 | 1959 | 1970 | 1979 | 1989 | 2002 |
| ---- | ---- | ---- | ---- | ---- | ---- |
| 5000 | 6466 | 6283 | 4582 | 3318 | 2807 |